# 表参道駅
表参道駅（おもてさんどうえき）は、東京都港区北青山三丁目にある、東京地下鉄（東京メトロ）の駅である。
港区最西端の駅。駅名の由来となっている明治神宮の表参道（東京都道413号赤坂杉並線）と青山通り（国道246号）の交差点の地下に位置する。

## 乗り入れ路線
銀座線・千代田線・半蔵門線の3路線が乗り入れ、各路線ごとに駅番号が与えられている。銀座線と半蔵門線は同じホームにある。
- 東京メトロ
  -  銀座線 - 駅番号はG 02。
  -  千代田線 - 駅番号はC 04。
  -  半蔵門線 - 駅番号はZ 02。

## 歴史
- 1938年（昭和13年）11月18日：東京高速鉄道の青山六丁目駅（あおやまろくちょうめえき）として開業。
- 1939年（昭和14年）9月16日：神宮前駅（じんぐうまええき）へ改称。
- 1941年（昭和16年）9月1日：陸上交通事業調整法により東京高速鉄道が帝都高速度交通営団（営団地下鉄）に統合、営団地下鉄の駅となる。
- 1954年（昭和29年）8月27日：神宮前駅拡張工事が決定[1]。
- 1955年（昭和30年）5月1日：銀座線輸送力増強に伴い運行開始となった4両編成の浅草方1両を締切扱いとする[1]。
- 1957年（昭和32年）7月1日：神宮前駅ホームが6両対応に延長され、締切扱いがなくなる[2]。
- 1972年（昭和47年）10月20日：千代田線の表参道駅が開業。銀座線の神宮前駅も同名に改称。
- 1978年（昭和53年）8月1日：半蔵門線の駅が開業[3]。同時に銀座線のホームを浅草駅方面に約180 m移設し、現在の形態になる[3]。
- 1986年（昭和61年）9月27日 - 1988年（昭和63年）3月31日：駅弁「METRO-LUNCH PAC-CIKA」が販売[注 1]。
- 2004年（平成16年）4月1日：営団地下鉄の民営化に伴い、当駅は東京地下鉄（東京メトロ）に継承される[4]。
- 2005年（平成17年）12月2日：駅ナカ商業施設「エチカ表参道」が開業[5]。
- 2007年（平成19年）3月18日：ICカード「PASMO」の利用が可能となる[6]。
- 2008年（平成20年）3月15日：小田急ロマンスカーの千代田線への直通運転が開始される[7]。
- 2017年（平成29年）12月1日 - 12月18日：地下鉄開通90周年記念のイベントの一環「幻の駅ライトアップ」として、銀座線旧神宮前駅跡と旧萬世橋駅跡を期間限定でライトアップ[8]。
- 2018年（平成30年）
  - 9月13日：半蔵門線ホームに発車メロディを導入[9]。
  - 10月27日：千代田線ホームに発車メロディを導入。
  - 11月22日：銀座線ホームに発車メロディを導入。

## 駅構造

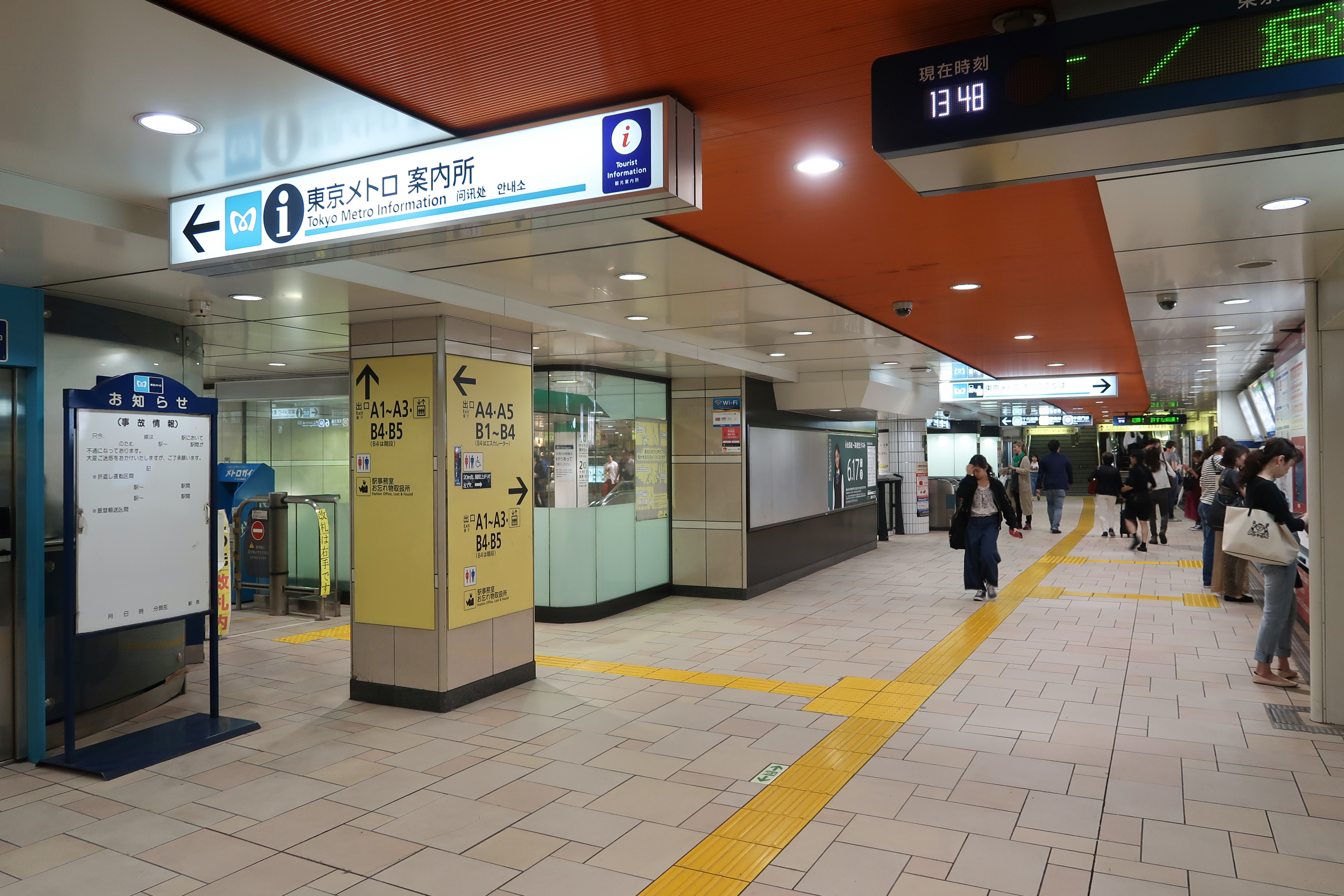
地下2階の千代田線コンコース（2018年）

当駅は駅務管区所在駅である。表参道駅務管区として、表参道地域、永田町地域、明治神宮前地域を管理する。また表参道地域として、外苑前駅を管理する。

### 銀座線・半蔵門線
銀座線と半蔵門線は地下1階に島式ホーム2面4線を方向別配線で共有している。内側2線が銀座線で、外側2線が半蔵門線である。それぞれの渋谷方面および青山一丁目方面の列車は同一ホームで乗り換えが可能である。一部コンコースは改札階の上層の地下1階にあるが、中央の改札階は地下2階にあり、地上に出るために階下に降りる必要がある。銀座線ホームの深さは8.4 m、半蔵門線ホームの深さは8.5 mで、半蔵門線ホームは全駅で最も浅い位置にある。なお、東京地下鉄における「駅の深さ」とは、駅中心部における地表からレール面までの深さを表す。
4番線壁面の駅名標は、かつては次駅表示が半蔵門線と銀座線の両方の駅名（青山一丁目／外苑前）が路線名とともに併記されていたが、銀座線の表記はシールで隠されていた。

### コンコース
地下2階には改札口や商業施設を備えたコンコースがある。また、その上階の地下1階もコンコースとなっている。なお、千代田線代々木上原寄りの改札は地下1階にあり、地下2階を経ることなく地下3階から直結している。それ以外の改札口は地下2階にある。
駅ナカ商業施設「エチカ表参道」のテナントが改札内外に展開されている。そのため、土曜・休日には買い物客などで大変混雑する。また、Tokyo Metro To Me Card専用のポイントチャージ機が、東京地下鉄の定期券売り場以外では唯一、当駅に設置されている。
地下2階（銀座線・半蔵門線ホーム真下）の円柱には、話題性のある広告が貼付される場合があり、ひとつの特徴でもある。
トイレは地下1階に2箇所あり、中央側の改札外、千代田線代々木上原寄りの改札内にある。

### 千代田線
千代田線ホームは地下3階に位置しており、島式ホーム1面2線を有する。乃木坂寄りには両渡り線が設置されており、緊急時に折り返しが可能である。駅ホームの深さは18.8 m。
当時の帝都高速度交通営団（営団地下鉄）は大型の方面表示板の多くを昭和時代末期に小型のものに交換したが、当駅の千代田線ホームには平成時代に入ってもこれが残されており、加えて「こんどの電車は○○を出ました」と表記される接近ランプや宙吊り式の時刻表も残されていた。これらは改装工事の際に撤去され、他駅と同様のスタイルになった。

### のりば
| 番線                              | 路線     | 行先                                     |
| --------------------------------- | -------- | ---------------------------------------- |
| 千代田線ホーム（地下3階）         |          |                                          |
| 1                                 | 千代田線 | 代々木上原・伊勢原方面                   |
| 2                                 | 千代田線 | 北綾瀬・我孫子・取手方面                 |
| 銀座線・半蔵門線ホーム（地下1階） |          |                                          |
| 3                                 | 半蔵門線 | 渋谷・長津田・中央林間方面               |
| 4                                 | 銀座線   | 渋谷ゆき                                 |
| 5                                 | 銀座線   | 浅草方面                                 |
| 6                                 | 半蔵門線 | 押上〈スカイツリー前〉・久喜・南栗橋方面 |

（出典：東京メトロ:構内図）

### 発車メロディ
全ホームでスイッチ制作の発車メロディ（発車サイン音）を使用している。
| 番線 | 路線     | 曲名               | 作曲者   |
| ---- | -------- | ------------------ | -------- |
| 1    | 千代田線 | ハイヒールパレード | 大和優子 |
| 2    | 千代田線 | 三つの願い         | 塩塚博   |
| 3    | 半蔵門線 | 薫風               | 福嶋尚哉 |
| 4    | 銀座線   | 永遠に続く道       | 塩塚博   |
| 5    | 銀座線   | 早瀬               | 福嶋尚哉 |
| 6    | 半蔵門線 | エントランス       | 福嶋尚哉 |

### エスカレーター・エレベーター
- エスカレーターは次の場所に設置されている。
  - 改札内：ホーム - コンコース間
  - 改札外：地下2階コンコース - 地下1階コンコース（A4・A5出口方面／A3出口方面／B4出口方面）間、B3・B4・B5出入口
- エレベーターは次の場所に設置されている。
  - 改札内：ホーム - コンコース間
  - 改札外：B3出入口

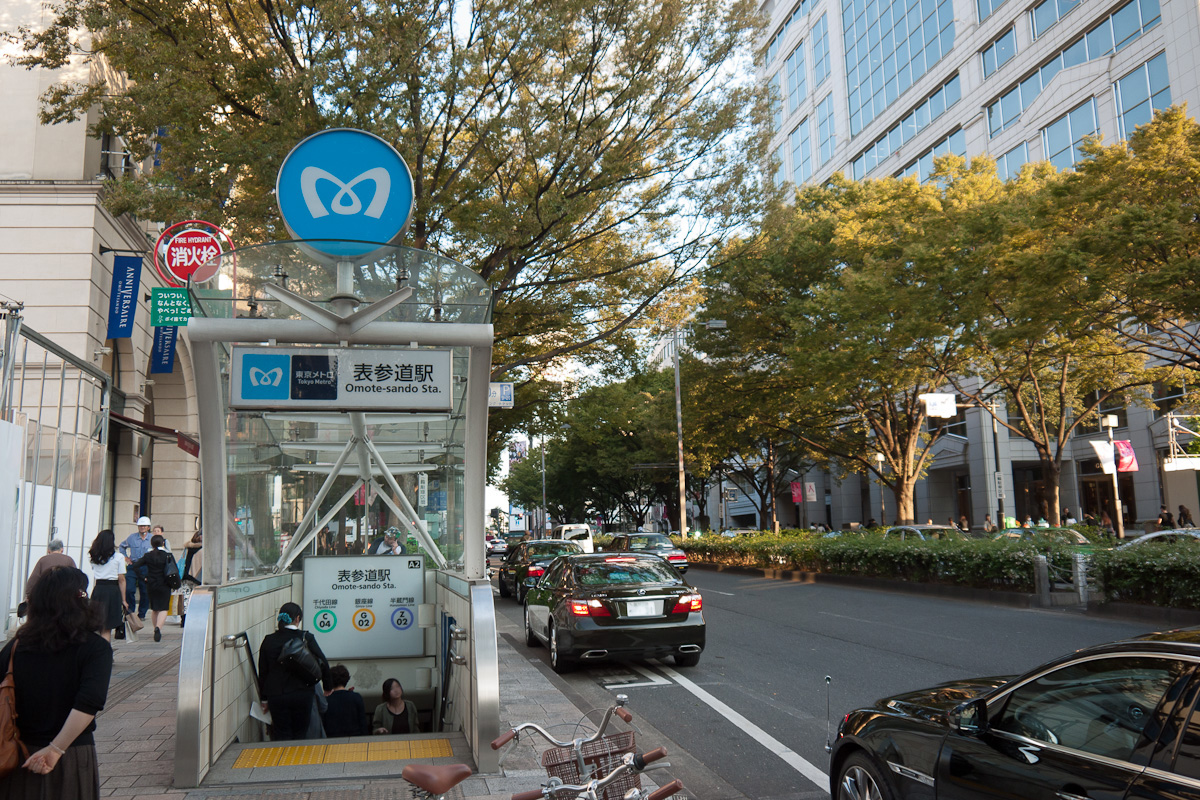
A2番出入口（2011年9月）
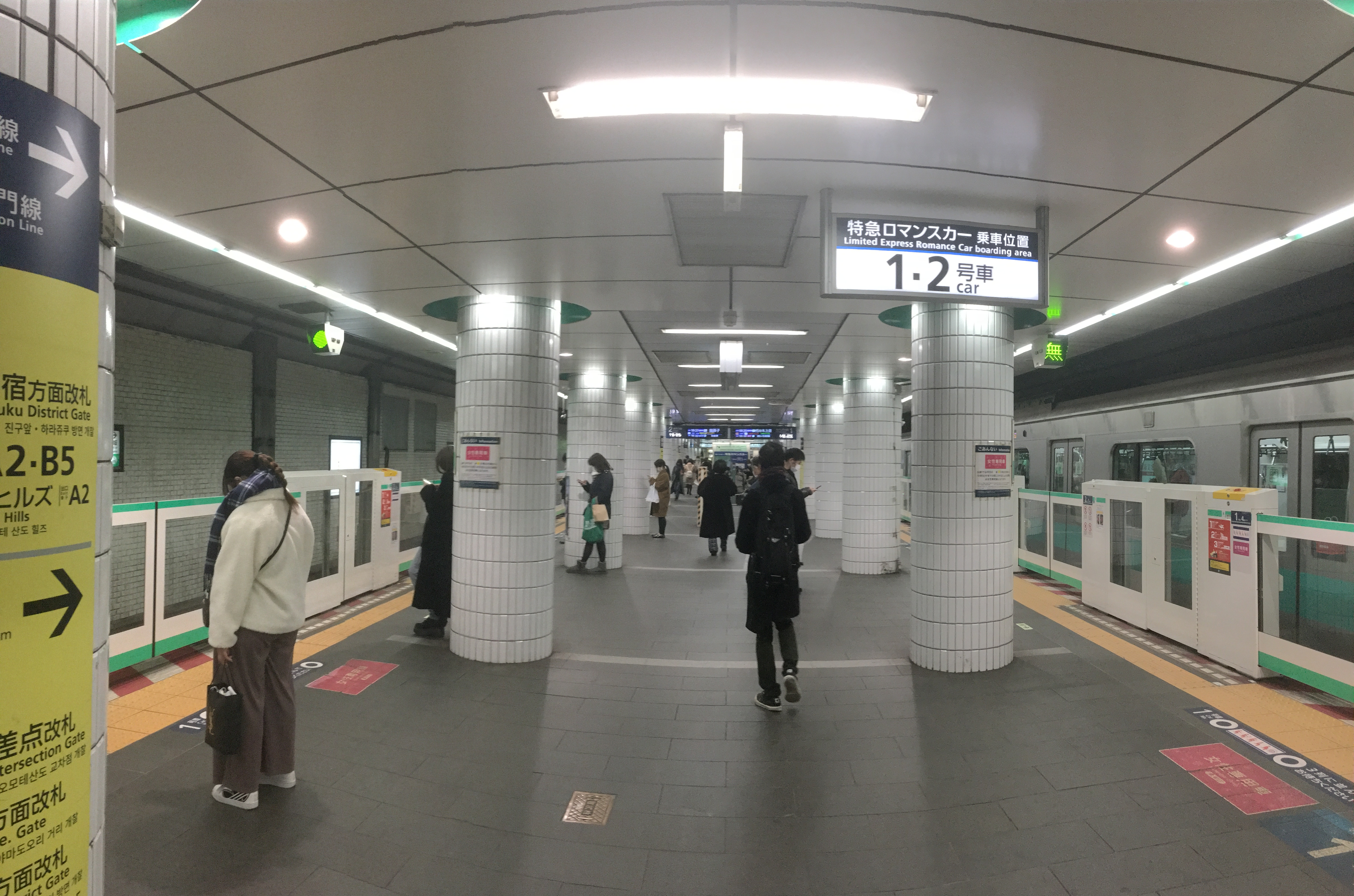
1・2番線ホーム（2020年12月）
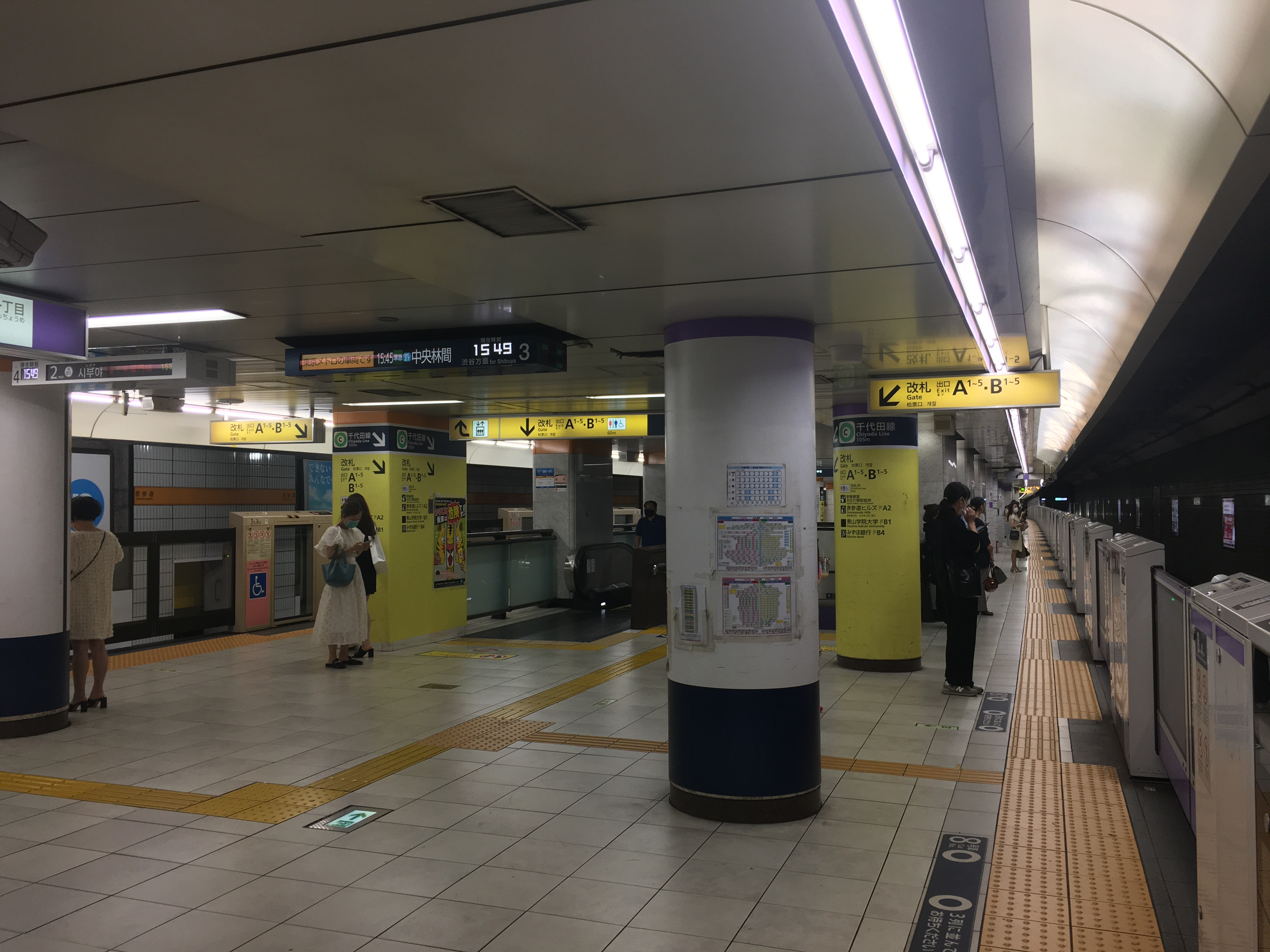
3・4番線ホーム（2022年4月）

## 利用状況
- 東京メトロ - 2024年度の1日平均乗降人員は176,901人である[メトロ 1]。
東京メトロ全130駅の中では上野駅に次ぐ第11位。この値は東京メトロ線同士の乗換人員を含まない。
  - 東京メトロ線同士の乗換人員を含んだ、2019年度の路線別1日平均乗降人員は以下の通りである[乗降データ 1]。
    - 銀座線 - 204,870人 - 同線内では新橋駅、日本橋駅、渋谷駅に次ぐ第4位。
    - 千代田線 - 196,946人 - 同線内では綾瀬駅、北千住駅、代々木上原駅、大手町駅に次ぐ第5位。
    - 半蔵門線 - 193,981人 - 同線内では渋谷駅に次ぐ第2位。

### 年度別1日平均乗降人員
近年の1日平均乗降人員は下表の通り。
| 年度               | 営団 / 東京メトロ | 営団 / 東京メトロ |
| 年度               | 1日平均 乗降人員  | 増加率            |
| ------------------ | ----------------- | ----------------- |
| 1992年（平成04年） | 109,187           |                   |
| 1993年（平成05年） | 105,437           | −3.4%             |
| 1994年（平成06年） | 110,124           | 4.4%              |
| 1995年（平成07年） | 111,978           | 1.7%              |
| 1996年（平成08年） | 113,119           | 1.0%              |
| 1997年（平成09年） | 114,151           | 0.9%              |
| 1998年（平成10年） | 114,601           | 0.4%              |
| 1999年（平成11年） | 118,615           | 3.5%              |
| 2000年（平成12年） | 122,369           | 3.2%              |
| 2001年（平成13年） | 125,280           | 2.4%              |
| 2002年（平成14年） | 126,496           | 1.0%              |
| 2003年（平成15年） | 129,292           | 2.2%              |
| 2004年（平成16年） | 129,824           | 0.4%              |
| 2005年（平成17年） | 134,651           | 3.7%              |
| 2006年（平成18年） | 144,877           | 7.6%              |
| 2007年（平成19年） | 151,667           | 4.7%              |
| 2008年（平成20年） | 151,601           | 0.0%              |
| 2009年（平成21年） | 148,428           | −2.1%             |
| 2010年（平成22年） | 146,476           | −1.3%             |
| 2011年（平成23年） | 143,772           | −1.8%             |
| 2012年（平成24年） | 150,569           | 4.7%              |
| 2013年（平成25年） | 163,137           | 8.3%              |
| 2014年（平成26年） | 168,713           | 3.4%              |
| 2015年（平成27年） | 174,394           | 3.4%              |
| 2016年（平成28年） | 177,078           | 1.5%              |
| 2017年（平成29年） | 182,125           | 2.9%              |
| 2018年（平成30年） | 186,923           | 2.6%              |
| 2019年（令和元年） | 183,989           | −1.6%             |
| 2020年（令和02年） | 113,687           | −38.2%            |
| 2021年（令和03年） | 133,378           | 17.3%             |
| 2022年（令和04年） | 154,173           | 15.6％            |
| 2023年（令和05年） | 168,791           | 9.5％             |
| 2024年（令和06年） | 176,901           | 4.8%              |

### 年度別1日平均乗車人員（1956年 - 2000年）
近年の1日平均乗車人員は下表の通り。
| 年度               | 銀座線 | 千代田線 | 半蔵門線 | 出典              |
| ------------------ | ------ | -------- | -------- | ----------------- |
| 1956年（昭和31年） | 3,522  | 未開業   | 未開業   | [ 東京都統計 1 ]  |
| 1957年（昭和32年） | 3,751  | 未開業   | 未開業   | [ 東京都統計 2 ]  |
| 1958年（昭和33年） | 3,955  | 未開業   | 未開業   | [ 東京都統計 3 ]  |
| 1959年（昭和34年） | 6,348  | 未開業   | 未開業   | [ 東京都統計 4 ]  |
| 1960年（昭和35年） | 6,816  | 未開業   | 未開業   | [ 東京都統計 5 ]  |
| 1961年（昭和36年） | 7,032  | 未開業   | 未開業   | [ 東京都統計 6 ]  |
| 1962年（昭和37年） | 5,703  | 未開業   | 未開業   | [ 東京都統計 7 ]  |
| 1963年（昭和38年） | 7,142  | 未開業   | 未開業   | [ 東京都統計 8 ]  |
| 1964年（昭和39年） | 8,140  | 未開業   | 未開業   | [ 東京都統計 9 ]  |
| 1965年（昭和40年） | 10,192 | 未開業   | 未開業   | [ 東京都統計 10 ] |
| 1966年（昭和41年） | 9,557  | 未開業   | 未開業   | [ 東京都統計 11 ] |
| 1967年（昭和42年） | 10,445 | 未開業   | 未開業   | [ 東京都統計 12 ] |
| 1968年（昭和43年） | 11,967 | 未開業   | 未開業   | [ 東京都統計 13 ] |
| 1969年（昭和44年） | 13,019 | 未開業   | 未開業   | [ 東京都統計 14 ] |
| 1970年（昭和45年） | 15,205 | 未開業   | 未開業   | [ 東京都統計 15 ] |
| 1971年（昭和46年） | 18,128 | 未開業   | 未開業   | [ 東京都統計 16 ] |
| 1972年（昭和47年） | 18,246 | 7,987    | 未開業   | [ 東京都統計 17 ] |
| 1973年（昭和48年） | 19,660 | 9,225    | 未開業   | [ 東京都統計 18 ] |
| 1974年（昭和49年） | 15,704 | 6,715    | 未開業   | [ 東京都統計 19 ] |
| 1975年（昭和50年） | 15,221 | 8,096    | 未開業   | [ 東京都統計 20 ] |
| 1976年（昭和51年） | 15,370 | 8,307    | 未開業   | [ 東京都統計 21 ] |
| 1977年（昭和52年） | 14,945 | 8,386    | 未開業   | [ 東京都統計 22 ] |
| 1978年（昭和53年） | 14,362 | 10,545   | 1,856    | [ 東京都統計 23 ] |
| 1979年（昭和54年） | 15,205 | 11,404   | 3,101    | [ 東京都統計 24 ] |
| 1980年（昭和55年） | 16,926 | 12,378   | 3,737    | [ 東京都統計 25 ] |
| 1981年（昭和56年） | 18,236 | 13,395   | 4,342    | [ 東京都統計 26 ] |
| 1982年（昭和57年） | 19,170 | 13,863   | 4,855    | [ 東京都統計 27 ] |
| 1983年（昭和58年） | 20,052 | 14,779   | 5,730    | [ 東京都統計 28 ] |
| 1984年（昭和59年） | 21,386 | 15,608   | 6,707    | [ 東京都統計 29 ] |
| 1985年（昭和60年） | 21,866 | 16,644   | 7,310    | [ 東京都統計 30 ] |
| 1986年（昭和61年） | 22,814 | 17,074   | 8,044    | [ 東京都統計 31 ] |
| 1987年（昭和62年） | 22,847 | 17,650   | 8,331    | [ 東京都統計 32 ] |
| 1988年（昭和63年） | 23,060 | 18,005   | 9,060    | [ 東京都統計 33 ] |
| 1989年（平成元年） | 22,781 | 17,542   | 11,304   | [ 東京都統計 34 ] |
| 1990年（平成02年） | 22,745 | 18,016   | 13,129   | [ 東京都統計 35 ] |
| 1991年（平成03年） | 22,385 | 18,172   | 13,612   | [ 東京都統計 36 ] |
| 1992年（平成04年） | 21,712 | 17,874   | 13,444   | [ 東京都統計 37 ] |
| 1993年（平成05年） | 21,496 | 17,885   | 13,370   | [ 東京都統計 38 ] |
| 1994年（平成06年） | 22,447 | 17,800   | 14,200   | [ 東京都統計 39 ] |
| 1995年（平成07年） | 22,943 | 17,150   | 14,683   | [ 東京都統計 40 ] |
| 1996年（平成08年） | 23,589 | 17,367   | 14,830   | [ 東京都統計 41 ] |
| 1997年（平成09年） | 23,942 | 17,225   | 14,882   | [ 東京都統計 42 ] |
| 1998年（平成10年） | 24,129 | 17,227   | 15,167   | [ 東京都統計 43 ] |
| 1999年（平成11年） | 24,544 | 17,533   | 15,546   | [ 東京都統計 44 ] |
| 2000年（平成12年） | 25,288 | 17,430   | 16,104   | [ 東京都統計 45 ] |

### 年度別1日平均乗車人員（2001年以降）
| 年度               | 銀座線 | 千代田線 | 半蔵門線 | 出典              |
| ------------------ | ------ | -------- | -------- | ----------------- |
| 2001年（平成13年） | 25,759 | 16,707   | 16,625   | [ 東京都統計 46 ] |
| 2002年（平成14年） | 25,655 | 17,129   | 16,841   | [ 東京都統計 47 ] |
| 2003年（平成15年） | 25,730 | 16,757   | 18,404   | [ 東京都統計 48 ] |
| 2004年（平成16年） | 25,644 | 17,247   | 18,838   | [ 東京都統計 49 ] |
| 2005年（平成17年） | 27,266 | 18,208   | 19,866   | [ 東京都統計 50 ] |
| 2006年（平成18年） | 29,356 | 19,671   | 21,592   | [ 東京都統計 51 ] |
| 2007年（平成19年） | 30,464 | 20,918   | 22,087   | [ 東京都統計 52 ] |
| 2008年（平成20年） | 28,118 | 23,025   | 21,951   | [ 東京都統計 53 ] |
| 2009年（平成21年） | 26,956 | 23,195   | 21,759   | [ 東京都統計 54 ] |
| 2010年（平成22年） | 26,446 | 22,619   | 21,898   | [ 東京都統計 55 ] |
| 2011年（平成23年） | 26,033 | 22,257   | 21,489   | [ 東京都統計 56 ] |
| 2012年（平成24年） | 27,419 | 22,951   | 22,660   | [ 東京都統計 57 ] |
| 2013年（平成25年） | 27,684 | 25,506   | 25,747   | [ 東京都統計 58 ] |
| 2014年（平成26年） | 29,095 | 25,923   | 26,569   | [ 東京都統計 59 ] |
| 2015年（平成27年） | 29,902 | 27,019   | 27,374   | [ 東京都統計 60 ] |
| 2016年（平成28年） | 30,268 | 27,871   | 27,493   | [ 東京都統計 61 ] |
| 2017年（平成29年） | 31,153 | 29,022   | 28,019   | [ 東京都統計 62 ] |
| 2018年（平成30年） | 31,660 | 30,184   | 28,759   | [ 東京都統計 63 ] |
| 2019年（令和元年） | 30,954 | 29,926   | 28,205   | [ 東京都統計 64 ] |

備考
1. ↑  1972年10月30日開業。開業日から1973年3月31日までの計153日間を集計したデータ。
2. ↑  1978年8月1日開業。開業日から1979年3月31日までの計243日間を集計したデータ。

## 駅周辺
- 港区立青南小学校
- 港区立青南幼稚園
- 事業構想大学院大学
- 国際連合大学
- 学校法人青山学院
  - 青山学院大学
  - 青山学院中等部・高等部
  - 青山学院初等部
  - 青山学院幼稚園
- 根津美術館
- みずほ銀行青山支店
- 三菱UFJ銀行
  - 表参道支店
  - 青山支店
- 三井住友銀行青山支店
- きらぼし銀行本店
- 表参道ヒルズ
- オーク表参道（ハナエ・モリビル跡にある複合商業施設）
- スパイラル
- JBPオーバルビル
- Ao
- フロム・ファーストビル
- ワールド (企業) 北青山オフィス
- オスカープロモーション
- ワタナベエンターテインメント
  - 表参道GROUND（旧表参道FAB）
- 伊藤病院
- 渋谷区立神宮前小学校
- 小原流会館
- 骨董通り
- みゆき通り
- 国道246号（青山通り）
- 東京都道305号芝新宿王子線（明治通り）
- 東京都道413号赤坂杉並線（表参道）
- マルエツ プチ 南青山七丁目店

## バス路線
表参道駅
- ハチ公バス（東急バス）
  - 神宮の杜ルート：千駄ケ谷駅・参宮橋・代々木駅・渋谷駅ハチ公口方面
- ちぃばす（フジエクスプレス）
  - 青山ルート：青山一丁目駅前・赤坂見附駅方面/西麻布・六本木ヒルズ方面

- この他、都営バスが運行する劇場バス（劇04系統）の「表参道駅前」停留所（降車専用）がある。これは、2000年（平成12年）12月11日まで運行していた茶81系統の渋谷駅行のりばをそのまま使用したものである。御茶ノ水駅方面行のりばは茶81系統廃止と同時に撤去された。
- 上記とは別に、都営バスには当駅と同じ名前の「表参道」停留所が存在するが、こちらは明治神宮前駅付近の明治通り上にある。

## その他
- 銀座線では、2003年（平成15年）まで接近放送を当駅と虎ノ門駅・上野駅で、発車放送を当駅のみで流していたが、発車標の設置に伴い全駅へと拡大した。
- 両線とも発車メロディ化される以前、半蔵門線の発車ベルは銀座線の発車ベルと重ならないように通常とは違う音が採用されていた。ちなみに、同様の例は赤坂見附駅の丸ノ内線ホームや小竹向原駅においてホームドア稼働前に使用されていた発車ベルにも見られた。
- 2008年（平成20年）3月15日から運転を開始した千代田線直通のロマンスカーは、「メトロはこね」「メトロえのしま」「メトロモーニングウェイ」「メトロホームウェイ」は北千住駅・大手町駅・霞ケ関駅とともに停車するが、以前運行されていた臨時列車の「ベイリゾート」は千代田線内では当駅のみ停車していた[17]。なお、運転開始告知ポスターには当駅と60000形「MSE」が映っていた。
- 山下達郎のシングル『スプリンクラー』は当駅が曲の舞台とされている[18]。
- hitomiのシングル『by myself』のPVでhitomiが地下鉄ホームに立つ一幕があるが、これは当駅のホームである。

### 神宮前駅
現在の銀座線の駅が、1938年（昭和13年）に「青山六丁目駅」の名で開業した当時は、現在の位置よりも180mほど渋谷寄りにあった。駅名も翌1939年に明治神宮に近いことから改称され、「神宮前駅」となった。
1972年（昭和47年）の千代田線開業時に明治神宮前駅が設置されたことで、混同を避けるため神宮前駅を「表参道駅」に改称し、同時に同線との乗り換え駅となったが、一度地上を経由する改札外連絡で不便な乗り換え形態であった。これらを解消するため、半蔵門線の開業に合わせて同線と銀座線の新ホームを建設し、旧ホームの新橋寄りの現在の位置に銀座線のホームを移動させ、さらに旧ホームと直結していたB1・B2出入口と新駅のコンコースとの間に連絡通路を設けて現在の形になった。表参道（青山六丁目→神宮前）駅の旧ホームは銀座線線路のすぐ渋谷寄りに現存し、連続して建設されているが、立入禁止となっており、資材置き場として使用している。
2012年（平成24年）8月6日から同年8月12日まで、映画『プロメテウス』の宣伝のため、この銀座線旧ホームを使用して、映画に関係するオブジェなどを配置した「『プロメテウス』ミステリー・ステーション」と題されたタイアップキャンペーンが実施された。この映画は同年5月にフランスで公開された際にも、パリメトロ8号線のストラスブール＝サン＝ドニ駅とレピュブリック駅間にあるサン＝マルタン駅跡を使って同様のキャンペーンを実施しており、配給元の20世紀フォックスが日本でも実施するために使われなくなった駅を探して実現させたものである。

## 隣の駅
東京地下鉄（東京メトロ）
 銀座線
渋谷駅 (G 01) - 表参道駅 (G 02) - 外苑前駅 (G 03)
 千代田線
- □特急ロマンスカー「メトロはこね」「メトロえのしま」「メトロモーニングウェイ」「メトロホームウェイ」停車駅

■ロマンスカー以外の列車種別（千代田線内は各駅に停車）
明治神宮前〈原宿〉駅 (C 03) - 表参道駅 (C 04) - 乃木坂駅 (C 05)
 半蔵門線
渋谷駅 (Z 01) - 表参道駅 (Z 02) - 青山一丁目駅 (Z 03)